# 立場新聞
立場新聞（りつじょう しんぶん 英語：Stand News）は、2014年に設立された香港を拠点とするオンラインメディアで、主場新聞の元創始者である蔡東豪を中心に、zh:鍾沛權、zh:余家輝が創始者と編集長を務め、呉靄儀、方敏生、何韻詩、練乙錚、zh:周達智などの役員で構成されている新聞である。2021年12月29日、捜査後その日をもって閉業。

## 簡単な紹介

### 名前の由来
立場新聞は、設立時のスピーチで、あえて自分の立場を宣言し、隠蔽や回避をせず、真実の報道にこだわることから「立場」と呼ばれていた。

### 主場新聞との違い
主場新聞は個人株主の会社だったが、立場新聞は個人株主がいない。 そのため、発起人は、立場新聞の継続性を確保するために、立場新聞の持ち株を長期的に保有し、その譲渡を禁止する信託契約により、株式の経済的利益と処分権を放棄した。

## 活動
2015年8月には、広告以外の収益源の開拓を目指して、クラウドファンディングを開始した。
2020年1月、取材班は初めて台湾の総統選挙を直撃した。 また、候補者、学者、有権者、在台香港人、大陸の学生へのインタビューや様々なキャンペーン活動を行った。同年11月には、夜に特別生番組が放送され、「周梓樂の死を追う(周梓樂転落事件」や「記者とあなたの政策演説」などが行われた。
2020年12月16日、立場新聞社は、2021年2月下旬にイギリス駐留部隊を立ち上げ、移住した香港人の声を聞き、契約協力記者を募るという内容の投稿を掲載した。

## 論調
香港本土主義、反共主義の論調として知られる。
その報道・取材姿勢から、政府部門や関係者と対立することもあり、特に2019年の香港逃亡犯条例をめぐる論争の際には、立場新聞は、香港警察や香港政府を支持する者、警察の支持者からいやがらせを受け、標的にされ、一時は逮捕されたこともあった。その一部は他のメディアでも報道された。 2020年3月2日までに、立場新聞は警察に提出した10件の被害届のいずれも調査されていないことを報告した。 警察の内部告発で処理された一部の苦情に対して、立場新聞編集長の鍾沛權は「警察庁条例には内部告発はなく、内部告発だけでは事件の重大性を反映できない」「立場新聞は、警察が明確な懲戒処分をせずに、いわゆる内部告発でお茶を濁そうとすることを認めない」と回答した。

## 香港国家安全維持法成立以後
中華人民共和国香港特別行政区国家安全維持法成立以後は廃刊と関係者の逮捕に追い込まれた。
2021年12月29日、運営停止と発表。会社員全員は本日解雇、6000万の資本金も凍結された。同日、関係者7人を、扇動出版物発行共謀で逮捕。
2021年12月30日、アントニー・ブリンケン米国務長官は、「中国政府と香港当局は自由で独立したメディアを標的とするのを、不当に拘束・起訴された記者や幹部をすぐに釈放するよう求める」と訴えた。
2021年12月31日、山梨学院大学で特任教授を務める練乙錚が「扇動出版物発行共謀」罪により指名手配された。